# ATS-1

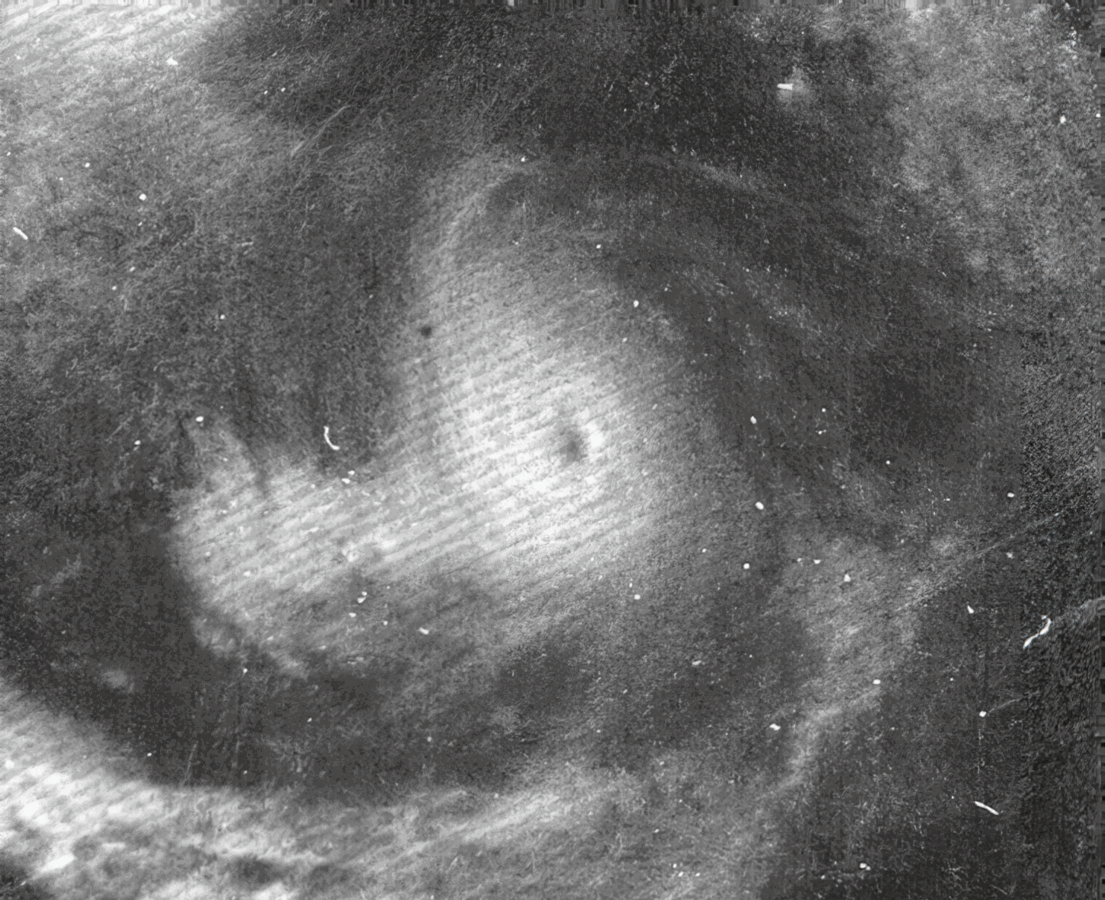
Photo du cyclone Monica prise par ATS-1.

ATS-1 est un satellite météorologique expérimental développé  par la NASA dans les années 1960 dans le cadre du programme Applications Technology Satellite. 

## Objectifs
ATS-1 avait pour objectif de 
- tester différents concepts liés à la conception, propulsion et contrôle d'attitude
- effectuer de manière continue des prises d'images de qualité de la couverture nuageuse de l'hémisphère terrestre puis de les transférer à des satellites relais placés en orbite héliosynchrone
- réaliser des mesures de l'environnement spatial en orbite géostationnaire
- tester de nouveaux système de télécommunications

## Caractéristiques techniques
ATS-1 reprend de nombreuses caractéristiques des satellites Syncom mais sa taille est nettement plus importante : de forme cyclindrique, il a un diamètre de 142 cm pour une hauteur de 135 cm. 

## Historique des missions
ATS-1 est lancé par une fusée Atlas Agena D le 7 décembre 1966  depuis le site de lancement de Cape Canaveral puis il est placé sur une orbite géostationnaire au niveau de la longitude 151,16°. Tous ses équipements fonctionnent de manière nominale jusqu'en 1970. À compter de cette date et jusqu'en 1974, l'organisme météorologique américain, la NOAA, ne collecte plus qu'une quantité limitée de données  en temps réel. ATS-1 cesse ses opérations le 1er décembre 1978 .